# Lo Pertús
Lo Pertús (en francès Le Pertuis) és un municipi francès situat al departament de l'Alt Loira i a la regió d'Alvèrnia-Roine-Alps. L'any 2007 tenia 416 habitants.

## Demografia

### Població
El 2007 la població de fet de Le Pertuis era de 416 persones. Hi havia 181 famílies de les quals 60 eren unipersonals (24 homes vivint sols i 36 dones vivint soles), 56 parelles sense fills, 56 parelles amb fills i 9 famílies monoparentals amb fills.
La població ha evolucionat segons el següent gràfic:
Habitants censats

### Habitatges
El 2007 hi havia 331 habitatges, 186 eren l'habitatge principal de la família, 94 eren segones residències i 51 estaven desocupats. 316 eren cases i 14 eren apartaments. Dels 186 habitatges principals, 137 estaven ocupats pels seus propietaris, 39 estaven llogats i ocupats pels llogaters i 10 estaven cedits a títol gratuït; 2 tenien una cambra, 9 en tenien dues, 34 en tenien tres, 59 en tenien quatre i 82 en tenien cinc o més. 149 habitatges disposaven pel capbaix d'una plaça de pàrquing. A 91 habitatges hi havia un automòbil i a 76 n'hi havia dos o més.

### Piràmide de població
La piràmide de població per edats i sexe el 2009 era:
| Homes | Edats   | Dones |
| ----- | ------- | ----- |
| 0     | 95 o +  | 0     |
| 0     | 90 a 94 | 4     |
| 0     | 85 a 89 | 0     |
| 8     | 80 a 84 | 8     |
| 12    | 75 a 79 | 12    |
| 4     | 70 a 74 | 12    |
| 4     | 65 a 69 | 8     |
| 12    | 60 a 64 | 20    |
| 12    | 55 a 59 | 4     |
| 20    | 50 a 54 | 16    |
| 16    | 45 a 49 | 12    |
| 4     | 40 a 44 | 12    |
| 20    | 35 a 39 | 8     |
| 16    | 30 a 34 | 16    |
| 8     | 25 a 29 | 8     |
| 20    | 20 a 24 | 8     |
| 28    | 15 a 19 | 8     |
| 4     | 10 a 14 | 8     |
| 4     | 5 a 9   | 4     |
| 12    | 0 a 4   | 12    |

## Economia
El 2007 la població en edat de treballar era de 271 persones, 191 eren actives i 80 eren inactives. De les 191 persones actives 171 estaven ocupades (90 homes i 81 dones) i 20 estaven aturades (8 homes i 12 dones). De les 80 persones inactives 35 estaven jubilades, 18 estaven estudiant i 27 estaven classificades com a «altres inactius».

### Ingressos
El 2009 a Le Pertuis hi havia 197 unitats fiscals que integraven 431,5 persones, la mediana anual d'ingressos fiscals per persona era de 16.665 €.

### Activitats econòmiques
Dels 16 establiments que hi havia el 2007, 1 era d'una empresa extractiva, 2 d'empreses alimentàries, 2 d'empreses de fabricació d'altres productes industrials, 2 d'empreses de construcció, 4 d'empreses de comerç i reparació d'automòbils, 1 d'una empresa d'hostatgeria i restauració, 1 d'una empresa d'informació i comunicació, 2 d'empreses de serveis i 1 d'una empresa classificada com a «altres activitats de serveis».
Dels 6 establiments de servei als particulars que hi havia el 2009, 2 eren tallers de reparació d'automòbils i de material agrícola, 1 fusteria, 1 lampisteria, 1 perruqueria i 1 restaurant.
Dels 2 establiments comercials que hi havia el 2009, 1 era una botiga de menys de 120 m² i 1 una fleca.
L'any 2000 a Le Pertuis hi havia 15 explotacions agrícoles que ocupaven un total de 517 hectàrees.

## Equipaments sanitaris i escolars
El 2009 hi havia una escola elemental.

## Poblacions més properes
El següent diagrama mostra les poblacions més properes.